# Gian Luigi Pascale
Gian Luigi Pascale (anche Giovan Luigi Paschale o Giovanni Luigi Pasquale) (Cuneo, 1525 circa – Roma, 16 settembre 1560) è stato un editore, traduttore e religioso italiano, di fede calvinista. Accusato di eresia, fu giustiziato a Roma il 16 settembre 1560.

## Biografia

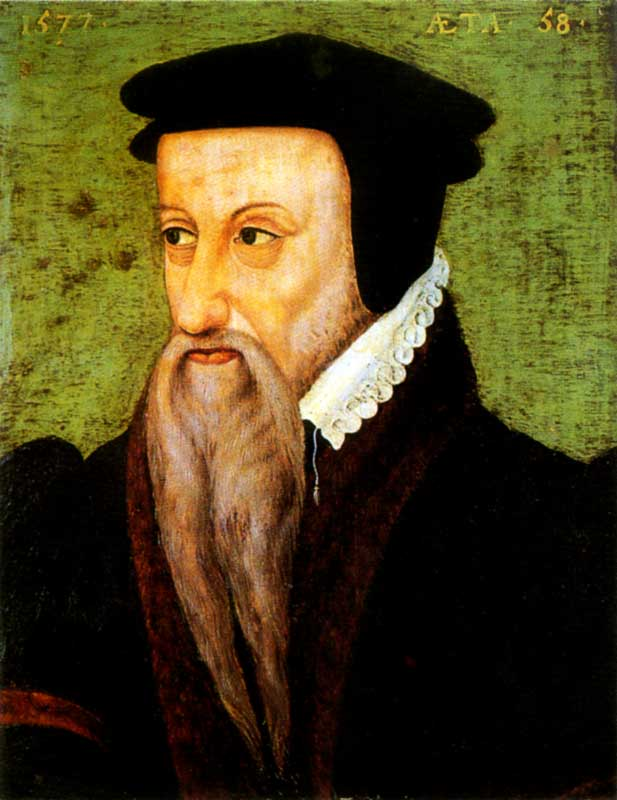
Il teologo francese Teodoro di Beza

Gian Luigi Pascale, discendente di un'antica famiglia patrizia piemontese, nato a Cuneo tra il 1520 e il 1530, figlio di Antonio Pascale, fratello di Bartolomeo e zio di Carlo, si avviò presto alla carriera militare entrando nell'esercito del duca Carlo III di Savoia.
A Nizza, dove era di stanza il suo reggimento, Pascale rimase affascinato dalle idee protestanti e si convertì al calvinismo. Lasciò l'esercito e nel 1552 si stabilì a Ginevra, dove insieme a un altro cuneese, Giovanni Antonio Piccardo, studiò teologia. Nel 1555 ottenne la cittadinanza ginevrina e passò all'Accademia di Losanna, dove insegnavano Pierre Viret e Teodoro di Beza. Diventato pastore calvinista, fu attivo a Ginevra come editore e traduttore. Nella città svizzera per un periodo si occupò anche dell'educazione del figlio del fratello Bartolomeo, Carlo Pascale, futuro visconte di Quente e avvocato generale nel Parlamento di Rouen.

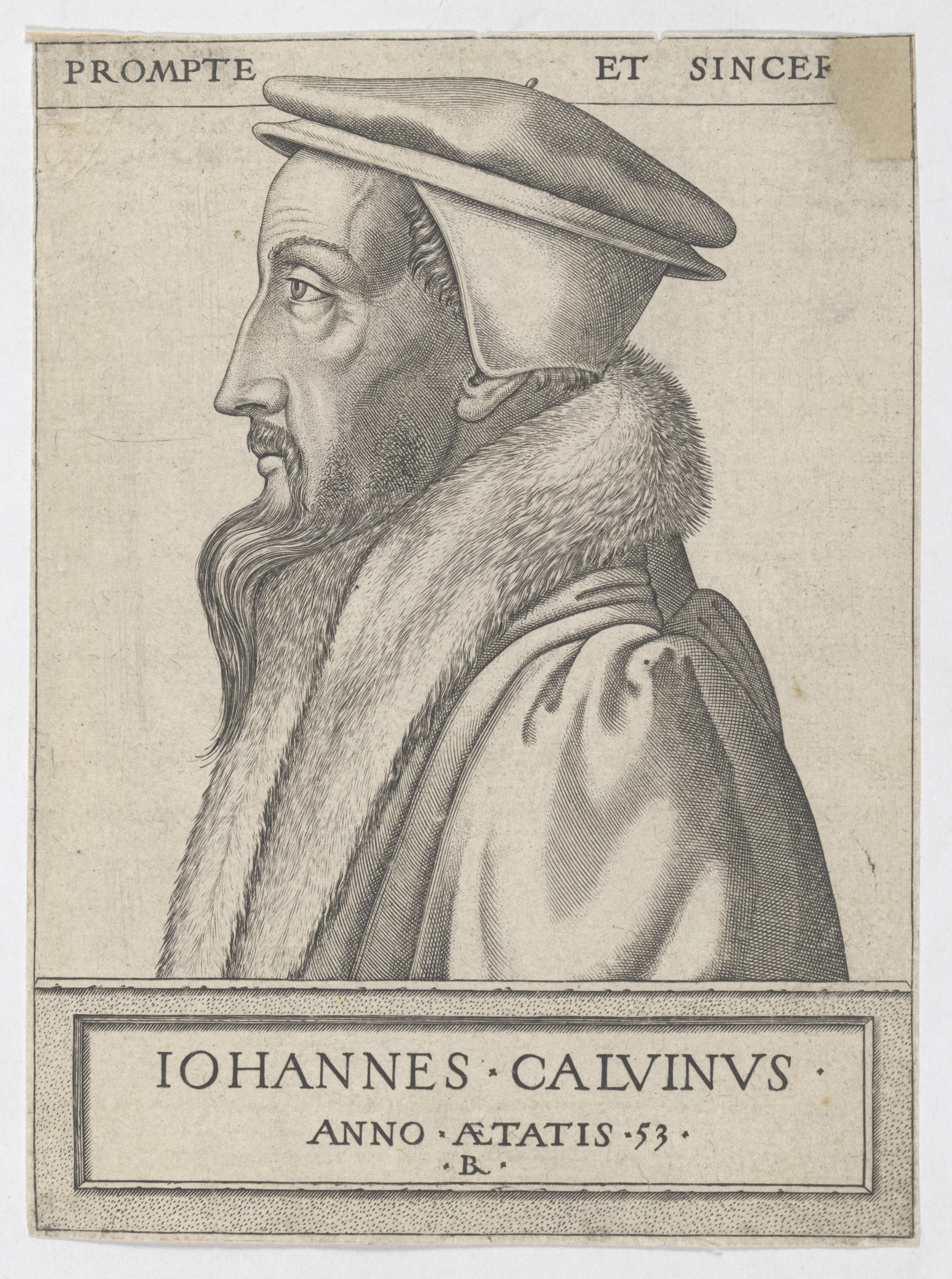
Giovanni Calvino

Di questo periodo ginevrino si ricorda un'edizione del Nuovo Testamento pubblicata nel 1555 e curata dallo stesso Pascale. Sempre nel 1555, Pascale curò l'edizione de Le dotte e pie parafrasi sopra l'epistole di s. Paolo a' Romani, Galati ed Ebrei, non mai più vedute in luce di Cornelio Donzellini, ex frate domenicano convertitosi al luteranesimo, mentre è dell'anno seguente l'edizione italiana, sempre pubblicata a Ginevra, del De fatti de veri successori di Giesu Christo et de suoi apostoli, et de gli apostati della chiesa papale del Viret, riformatore e teologo svizzero-francese, anch'egli di fede calvinista.
Fidanzato con Camilla Guarino, sorella di Francesco Guarino di Dronero, pastore valdese, nel 1558 fu scelto dallo stesso Calvino per andare a predicare nelle comunità valdesi della Calabria. Qui giunse nel marzo del 1559 con un altro predicatore piemontese originario di Dronero, Giacomo Bonelli, e con i calabro-valdesi Marco Uscegli, Filippo Ursello e Francesco Tripodi. La predicazione del missionario piemontese fu pubblica ed ebbe grande risonanza tra i valdesi di Calabria. Poiché «l'huomo lasciato nelle sue forze proprie è una povera e miserabilissima creatura», occorreva «conoscere il solo vero Dio e quel Giesù Christo ch'egli ha mandato» unico mediatore tra Dio e gli uomini il cui sangue aveva lavato tutti i peccati.

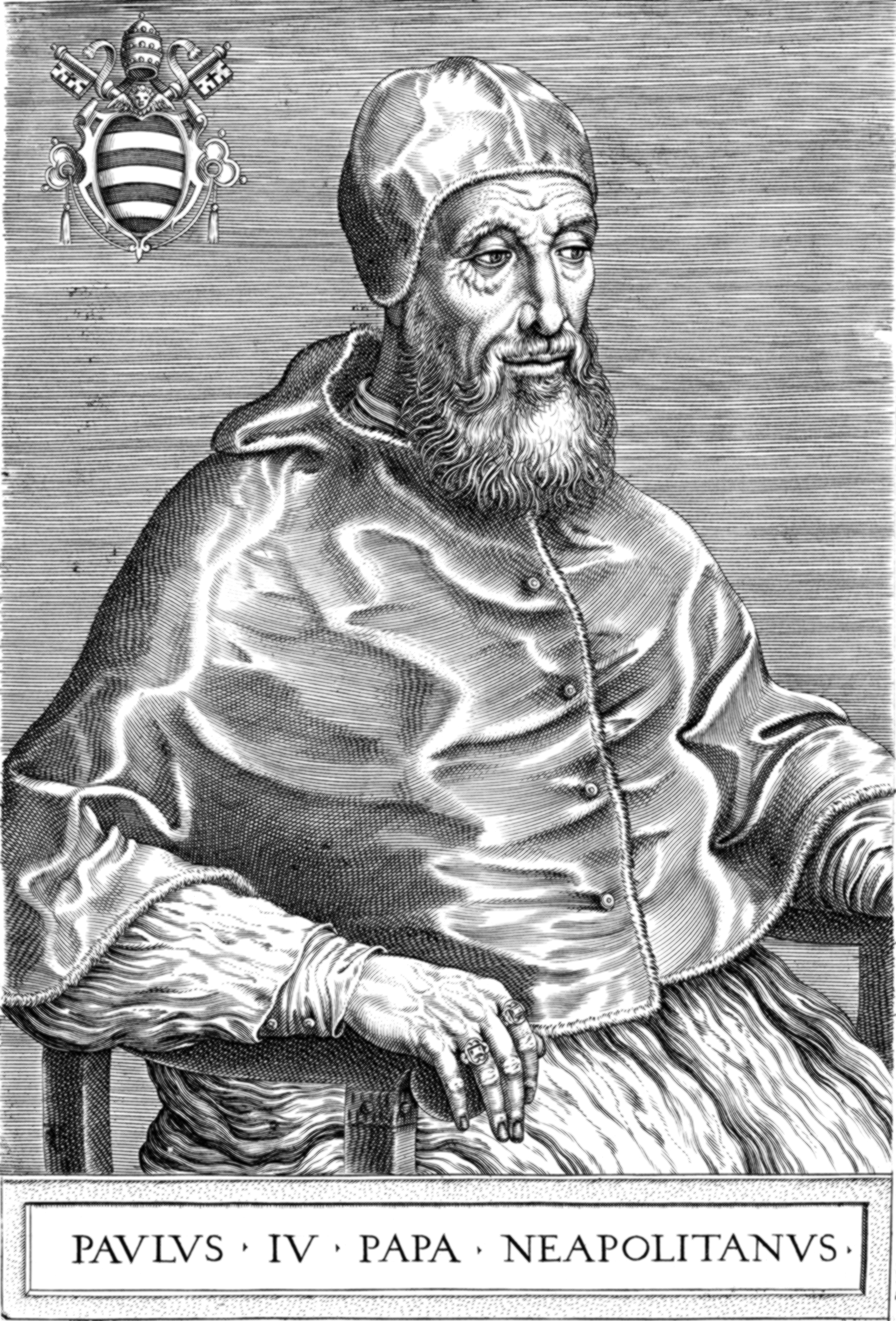
Papa Paolo IV

Occorreva credere solo al Vecchio e al Nuovo Testamento, dottrina di Dio, e non alle dottrine degli uomini, quali il primato del papa, che non è il vicario di Cristo, la messa, che non è «fondata sopra le parole di Cristo», la transustanziazione, perché la carne e il sangue di Cristo sono presenti nel pane e nel vino solo «spiritualmente per fede», la confessione, «empia, falsa, diabolica e del tutto abominevole». Pascale negava il purgatorio, il culto dei santi, i digiuni, il celibato dei preti, «a i quali però è permessa ogni altra più nefanda libidine», criticava la ricchezza della Chiesa, il papa «coronato di tre corone, i cardinali vestiti di porpora, i vescovi mitrati, e un mondo di cerimonie pompose, disutili, vane, supertitiose et empie», anziché «una Chiesa povera al mondo, vile, dispreggiata, perseguitata».
Attirata l'attenzione dei signorotti locali, preoccupati di poter perdere i loro beni, secondo quanto minacciato dalla bolla papale Cum ex apostolatus officio di Paolo IV a coloro che tollerassero l'eresia nelle loro terre. Il 2 maggio 1559 il Pascale fu fatto arrestare dal feudatario di Guardia, il cavaliere Salvatore Spinelli, e incarcerato con Marco Uscegli nel castello di Fuscaldo.

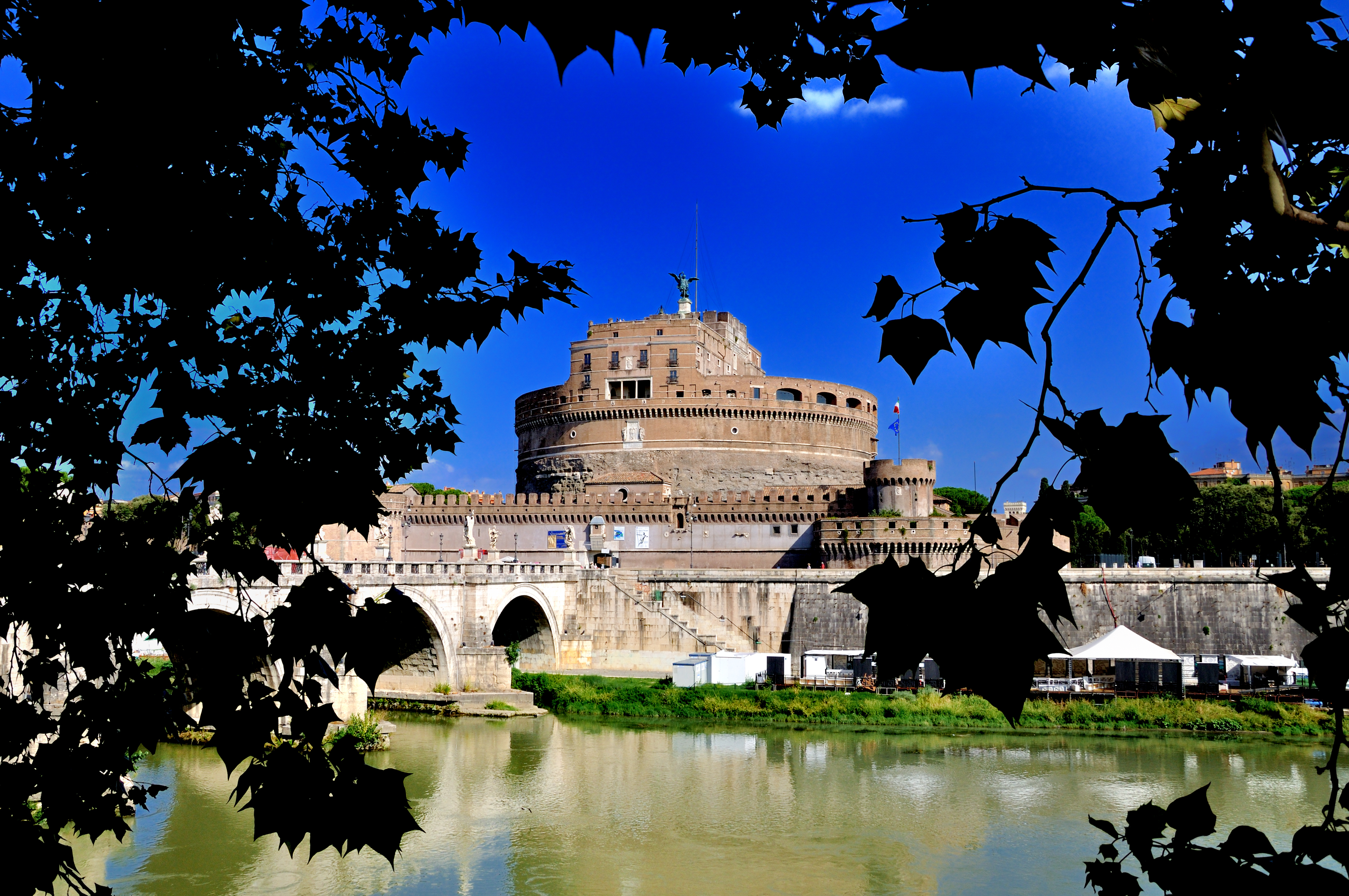
Castel Sant'Angelo a Roma. Sulla riva sinistra del Tevere fu arso Gian Luigi Pascale

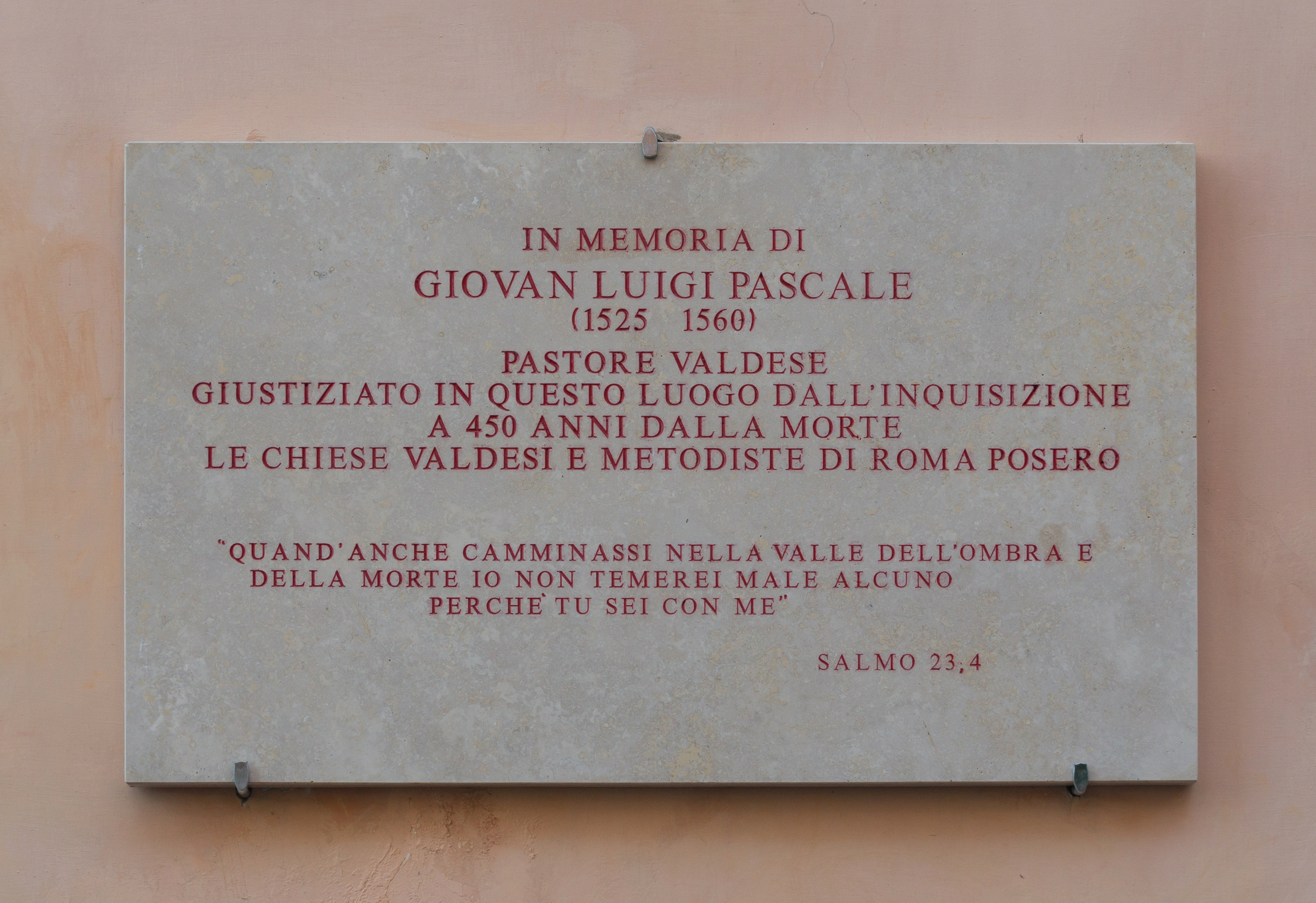
Memoria del rogo di Pascale sulla parete della Chiesa metodista di ponte Sant'Angelo, eretta dopo la fine del potere temporale sul luogo della sua esecuzione.

A Fuscaldo fu inizialmente trattato con riguardo: «ho un buon letto, poi la prigione è assai spatiosa [...] del vivere parimenti, sono trattato meglio che s'io fossi a casa mia [...] e poi trovo grande humanità ne li servitori». Questi gli permisero nascostamente di corrispondere con l'esterno: «sarei maltrattato se si sapesse ch'io abbia carta e inchiostro nella prigione».
Dopo un paio di settimane la sua situazione peggiorò. Il 19 maggio Pascale scriveva che lo Spinelli non poteva liberarlo, perché si andava preparando il suo processo a Roma dove, abiurando, avrebbe potuto riacquistare la libertà. Subì interrogatori «da quell'ipocritone del prete della Guardia», che lo accusò di aver «sedotto quelle povere genti» che, da quando egli era venuto in paese, «non erano andate più alla Messa».
Pascale venne prima trasferito a Napoli e poi processato dal Tribunale dell'Inquisizione che lo giudicò colpevole. Fu così giustiziato a Roma il 16 settembre 1560, strangolato e poi arso in una pubblica esecuzione sulla riva sinistra del Tevere di fronte a Castel Sant'Angelo, e le sue ceneri «non si ricolsero altrimenti», come è scritto nel registro della Confraternita di San Giovanni Decollato.
Una cronaca dell'epoca contenuta in un avviso del codice urbinate racconta che Gian Luigi Pascale, poco prima di morire in attesa dell'esecuzione sul patibolo, quando vide cedere la piattaforma di legno sulla quale stavano prendendo posto gli ultimi cardinali del Sant'Uffizio giunti in ritardo, gridò ad alta voce:
Stesso destino per l'altro predicatore piemontese giunto in Calabria, Giacomo Bonelli, che venne arrestato in Sicilia e morì sul rogo il 18 febbraio del 1560. Una sorte altrettanto crudele toccò ai valdesi di Guardia Piemontese, che furono massacrati nella tragica notte del 5 giugno 1561.

## Opere principali
- Del Nuouo Testamento di Iesu Christo nostro signore, nuoua, e fedel traduttione dal testo greco in lingua volgare italiana, Ginevra 1555.
- Le dotte e pie parafrasi sopra l'epistole di s. Paolo a' Romani, Galati ed Ebrei, non mai più vedute in luce. Di m. Giovan Francesco Virginio bresciano, Ginevra 1555.
- De fatti de veri successori di Giesu Christo et de suoi apostoli, et de gli apostati della chiesa papale: contenenti la differenza et conformita della santa cena di nostro signore, & della messa, Ginevra 1556.